# Lángvörös császárhal
A lángvörös császárhal (Centropyge loriculus) a sugarasúszójú halak (Actinopterygii) osztályának sügéralakúak (Perciformes) rendjébe, ezen belül a Pomacanthidae családjába tartozó faj.

## Előfordulása
A lángvörös császárhal előfordulási területe a Csendes-óceán nyugati felének a középső részén van.

## Megjelenése
Ez a hal legfeljebb 15 centiméter hosszú. A hátúszóján 14 tüske és 16-18 sugár van, míg a farok alatti úszóján 3 tüske és 17-18 sugár látható. A testének alapszíne élénkvörös - innen ered a neve -, a farokúszó felé azonban sárgás árnyalatra vált; a testén a farokúszó tövéig, 5-6 darab függőleges, fekete sáv látható. A hátúszó és a farok alatti úszó végei is feketék vagy sötétkékek. A szemei nagyok és szintén fekete színűek.

## Életmódja
Trópusi és tengeri halfaj, amely a korallzátonyok közelében él. Általában 15-60 méteres mélységekben tartózkodik. Nem vándorol. Titokzatos hal, amely a lagúnákban, partközeli részeken és a sűrűn benőtt korallmezőkön is jól érzi magát. Magányosan vagy kisebb rajokban úszik. Egy hím területén, körülbelül 3-7 nőstény van. Algákkal táplálkozik.

## Felhasználása
A lángvörös császárhalat ipari mértékben halásszák az akváriumok számára. Elkezdték a tenyésztését is.

## Képek

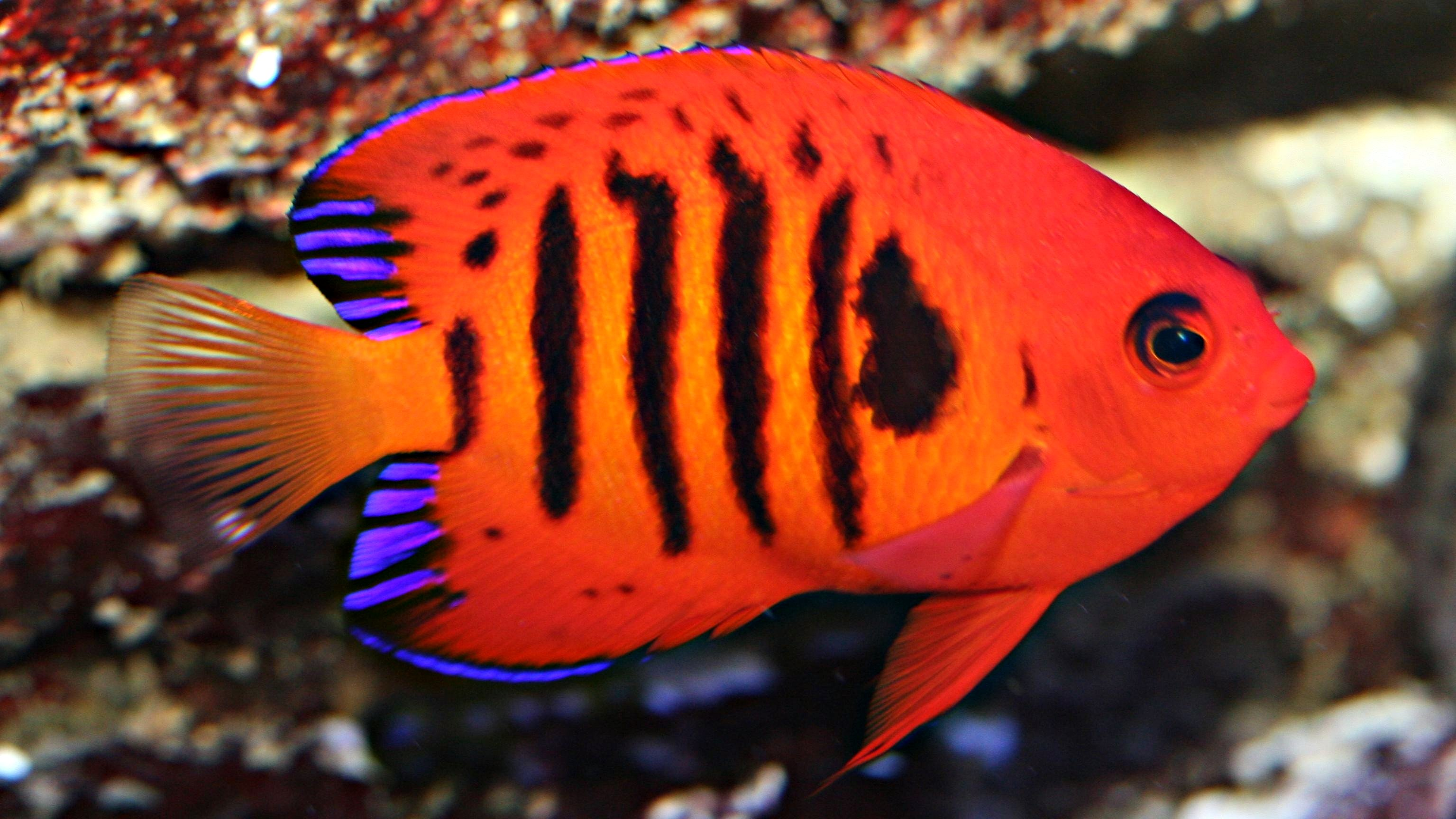
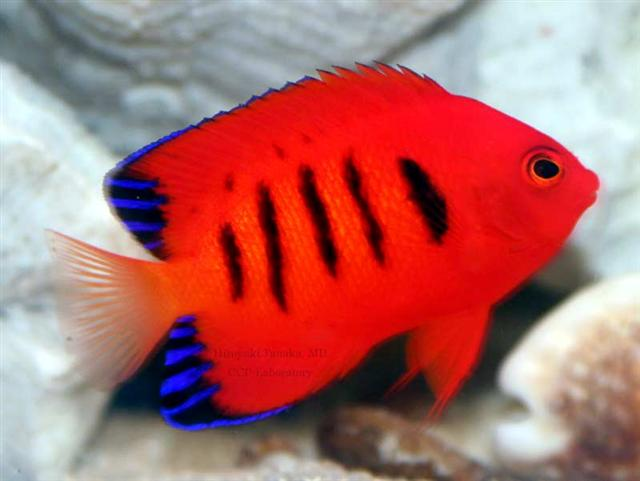
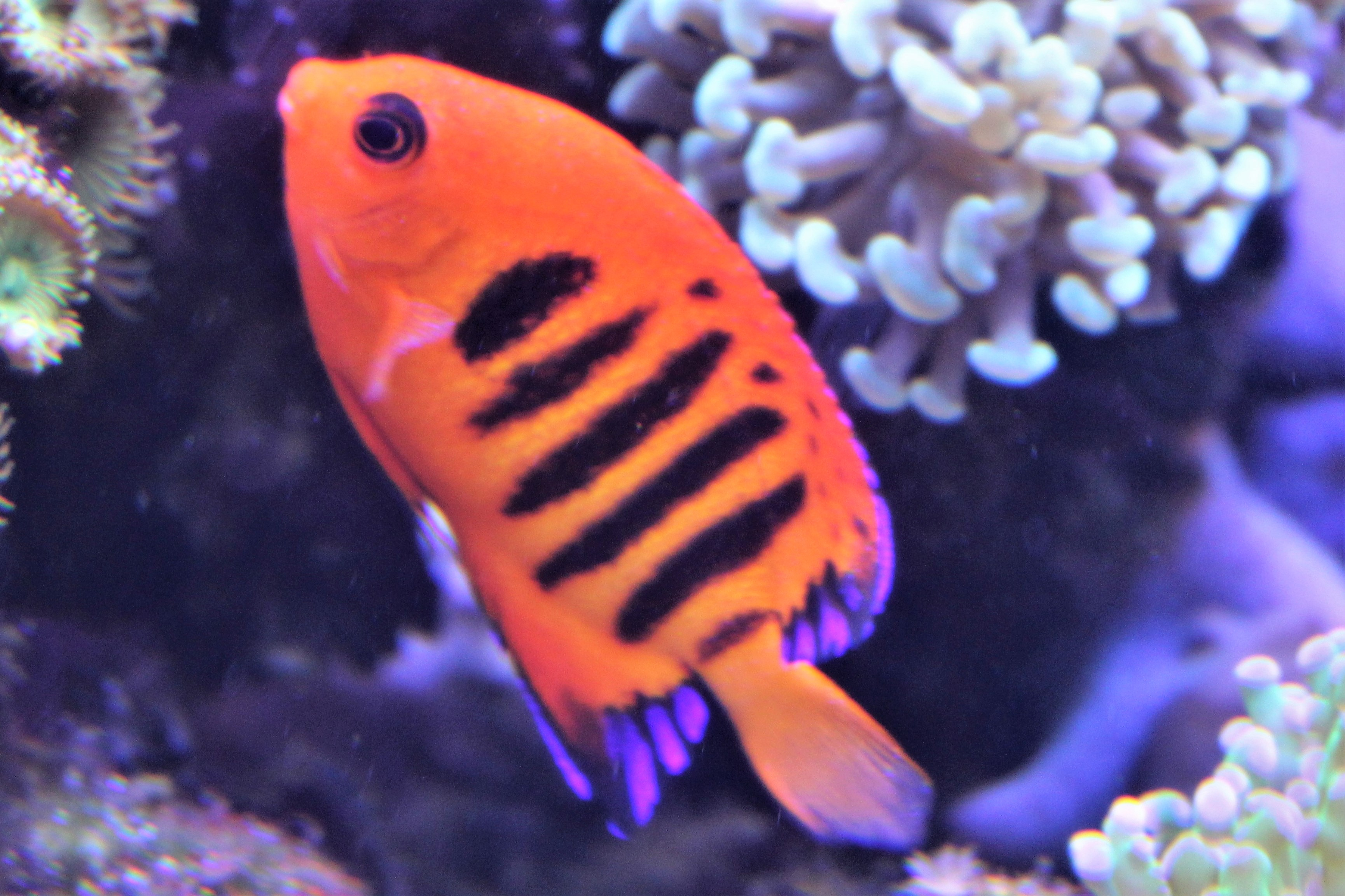
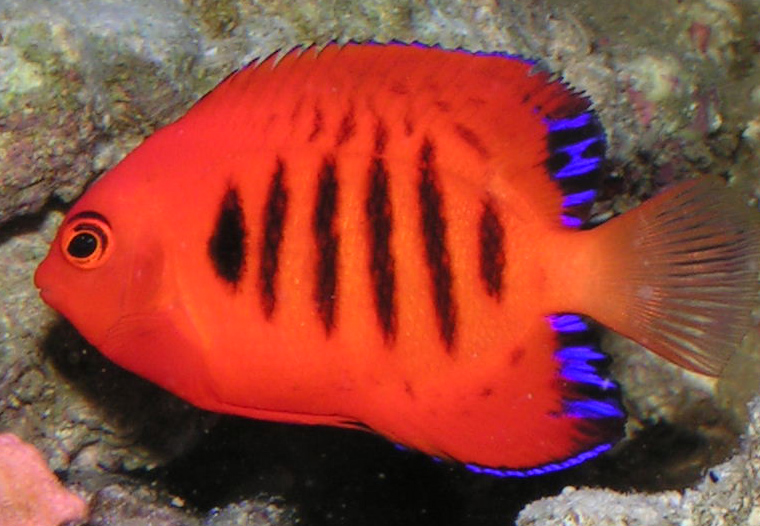
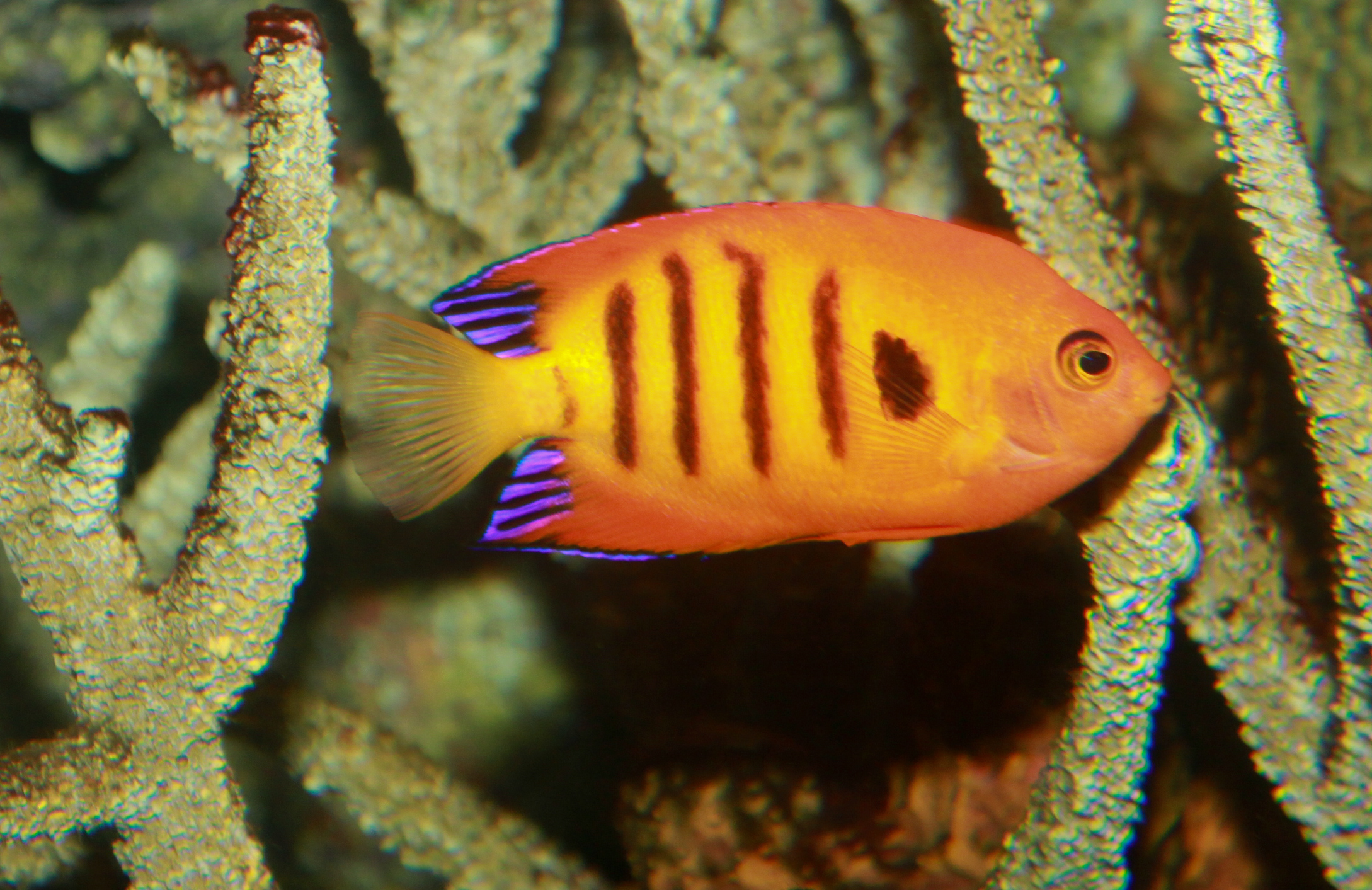